# Hamíd Surián
Hamíd Surián Rejhánpur (* 24. srpna 1985) je bývalý íránský zápasník – klasik, olympijský vítěz z roku 2012.

## Sportovní kariéra
Zápasení se věnoval od 7 let na předměstí Teheránu v Reji. Na řecko-římský styl se specializoval ve 13 letech pod vedením trenéra Abdolláha Zárího. V íránské mužské reprezentaci se prosazoval od roku 2005 ve váze do 55 kg. V roce 2008 startoval jako úřadující, trojnásobný mistr světa na olympijských hrách v Pekingu, ale podobně jako zbytek íránského týmu nevyladil formu. Ve čtvrtfinále prohrál těsně 1:2 na sety s Nazirem Mankijevem z Ruska a v boji o třetí místo podlehl těsně ve dvou setech Korejci Pak Un-čcholovi.
V roce 2012 se po zranění kvalifikoval na olympijské hry v Londýně a postoupil do finále proti Rovšanu Bajramovovi. V prvním setu olympijského finále si takticky počkal na nařízený parter půl minuty před koncem a koršun set vyhrál 2:0 na technické body. Ve druhém setu se po minutě ujal vzratem vedení 1:0 a tento bodový náskok udržel do konce. Získal zlatou olympijskou medaili.
Od roku 2013 se vedle sportu věnoval komerčním a politickým činnostem. V roce 2016 uspěl na poslední třetí pokus na olympijském kvalifikačním turnaji v Istanbulu a startoval na svých třetích olympijských hrách v Riu. V Riu vypadl v úvodním kole se svým přemožitelem z březnové asijské olympijské kvalifikace s Japoncem Šinobu Ótou těsně 4:5 na technické body. Vzápětí ukončil sportovní kariéru.

## Výsledky
| Turnaj            | 2005 | 2006 | 2007 | 2008 | 2009 | 2010 | 2011 | 2012 | 2013 | 2014 | 2015 | 2016 |
| Turnaj            | 20   | 21   | 22   | 23   | 24   | 25   | 26   | 27   | 28   | 29   | 30   | 31   |
| Turnaj            | -55  | -55  | -55  | -55  | -55  | -55  | -55  | -55  | -55  | -59  | -59  | -59  |
| ----------------- | ---- | ---- | ---- | ---- | ---- | ---- | ---- | ---- | ---- | ---- | ---- | ---- |
| Olympijské hry    |      |      |      | 5.   |      |      |      | 1.   |      |      |      | úč.  |
| Mistrovství světa | 1.   | 1.   | 1.   |      | 1.   | 1.   | —    |      | —    | 1.   | úč.  |      |
| Asijské hry       |      | —    |      |      |      | 5.   |      |      |      | —    |      |      |
| Mistrovství Asie  | —    | —    | 1.   | 1.   | —    | —    | —    | —    | —    | —    | —    | —    |
| MS juniorů        | 1.   |      |      |      |      |      |      |      |      |      |      |      |